# Vanil Carré
De Vanil Carré is een berg gelegen in de Berner Alpen in Zwitserland. Hij heeft een hoogte van 2198m.